# Test psicologico
Un test psicologico, o più raramente reattivo mentale, è uno strumento standardizzato (nelle procedure di somministrazione e nell'interpretazione dei risultati) utilizzato per acquisire informazioni sulle funzioni psichiche di un individuo o per scopi di ricerca scientifica e psicosociale.
La necessità di utilizzare strumenti standardizzati per effettuare indagini psicologiche nasce dall'esigenza di ridurre gli errori determinati dalla soggettività della rilevazione.
Il test psicologico è tipicamente costituito da una serie di item. Un item è in genere una domanda, un'affermazione, o una prova di abilità. La prestazione su questi item produce un punteggio. Il punteggio, in un test ben costruito, riflette un costrutto psicologico, e le differenze in tale punteggio costituiscono differenze individuali in tale costrutto.
I test psicologici adeguati vengono condotti dopo un notevole lavoro di ricerca e sviluppo, e devono soddisfare le seguenti proprietà:
- Standardizzazione: Tutte le procedure e i passaggi devono essere condotti con coerenza e nelle stesse condizioni, per ottenere lo stesso livello di prestazione dalle persone sottoposte al test.
- Oggettività: la somministrazione e i punteggi al test devono essere costruiti in modo tale che giudizi e pregiudizi soggettivi siano ridotti al minimo.
- Presenza di dati normativi: il punteggio di un individuo al test deve essere confrontabile con i risultati di altri, sulla base della prestazione media al test rilevata su un ampio campione.
- Attendibilità: il test deve essere attendibile, nel senso che la somministrazione dello stesso test allo stesso soggetto nelle stesse condizioni, deve produrre lo stesso risultato.
- Validità: Il test deve effettivamente misurare ciò che si propone di misurare

La scienza che si occupa della costruzione dei test psicologici è la psicometria.

## Categorie
Esistono due grandi categorie di test:
- Test di prestazione massima, detti anche cognitivi o di livello, che valutano il livello di "competenze", prevalentemente di tipo cognitivo od esecutivo.
- Test di prestazione tipica, detti anche non cognitivi, che si occupano di valutazioni personologiche e/o cliniche e degli atteggiamenti.

### Test di prestazione massima
I test di prestazione massima sono quelli che richiedono al soggetto di dare "il meglio di sé" e valutano abilità raggiunte o potenziali in situazioni specifiche. In questi test esiste una risposta corretta agli item e il punteggio è determinato dal numero di risposte corrette. Classici test di prestazione massima sono i test che valutano il funzionamento considerato “normale” dell'individuo (test di abilità, di profitto, attitudinali e di intelligenza) e quelli che servono per la valutazione di eventuali deficit neuropsicologici.
I test di prestazione massima si suddividono in:
- Test di abilità: si propongono di misurare le capacità degli individui in specifici ambiti. Un esempio è il PFT (Paper Folding Test) che è un test di abilità di visualizzazione spaziale.
- Test di profitto: si propongono di valutare il grado di acquisizione di abilità o contenuti a seguito di formazione.
- Test attitudinali: costruiti allo scopo di predire la possibile prestazione futura in un'area in cui l'individuo non ha ancora ricevuto una formazione, sono largamente utilizzati nell'ambito della psicologia del lavoro per la selezione del personale.
- Test di intelligenza: la mancata convergenza verso una definizione chiara e condivisa del costrutto fa sì che in ogni test la stessa cosa venga misurata a partire da presupposti diversi. Nel 1912, William Stern, propose una misura standard per la quantificazione dell'intelligenza, data dal rapporto fra l'età mentale e l'età cronologica. Tale rapporto venne nominato Quoziente d'intelligenza.
- Test neuropsicologici: sono volti alla valutazione di funzioni quali attenzione, memoria, abilità visuo-spaziali, linguaggio, capacità di astrazione, e/o altro, in situazioni di sospetto deficit dovuto all'invecchiamento e/o un danno cerebrale.

### Test di prestazione tipica
I test di prestazione tipica misurano caratteristiche quali la personalità o gli atteggiamenti. In genere gli item sono costituiti da frasi che descrivono un comportamento o un'inclinazione verso un particolare oggetto sociale e rispetto alle quali il soggetto deve esprimere il proprio grado di accordo o la frequenza con cui effettua quel determinato comportamento.
In questo tipo di item non esiste una risposta corretta, perché lo scopo è rilevare il punto di vista del soggetto. Il metodo più tradizionale di indagine della personalità è l'intervista faccia a faccia. Questo metodo permette di raccogliere una grande varietà di informazioni, in quanto oltre alle risposte alle domande può essere osservato anche il comportamento non verbale, la latenza delle risposte o la gestualità. Nell'intervista semi-strutturata è presente invece una serie di domande standard come un test auto-somministrato, ma offre a chi lo somministra la possibilità di formulare ulteriori domande. Il più popolare test auto-somministrativo è il MMPI-II (Minnesota Multiphasic Personality Inventory-II), definibile come un inventario di personalità ad ampio spettro per valutare le principali caratteristiche strutturali di personalità e disturbi di tipo emotivo. L'inventario è composto da 567 item costituiti da affermazioni a carattere più o meno patologico, alle quali il soggetto deve rispondere con vero o falso. Una volta determinati i punteggi nelle varie scale, si ottiene un profilo, che una volta interpretato può essere utilizzato per la valutazione delle caratteristiche di personalità di chi lo ha compilato.
La scala di Likert (metodo di misura degli atteggiamenti) è invece un insieme di item i cui punteggi vengono sommati per ottenere un punteggio totale che rappresenta la quantificazione del costrutto che si intende misurare. Spesso vengono utilizzate scale con un numero pari di alternative, per evitare che i soggetti prendano posizioni intermedie o neutre. Anche i test proiettivi fanno parte dei test di prestazione tipica.

## Interpretazione dei risultati
I test psicologici, come molte misurazioni delle caratteristiche umane, possono essere interpretati in modo riferito alla norma o a un criterio. Le norme sono rappresentazioni statistiche di una popolazione. Un'interpretazione del punteggio riferito alla norma confronta i risultati di un individuo al test con la rappresentazione statistica della popolazione. In pratica, anziché testare un'intera popolazione, viene testato un campione o un gruppo rappresentativo. Ciò fornisce una norma di gruppo o un insieme di norme. Una rappresentazione delle norme è la curva gaussiana (chiamata anche "distribuzione normale"). Le norme sono disponibili per i test psicologici standardizzati, e consentono di comprendere come i punteggi di un individuo si confrontano con le norme di gruppo. I punteggi riferiti alla norma vengono generalmente riportati sulla scala dei punteggi standard (z) o su un riscalamento di essa.
Un'interpretazione riferita a un criterio confronta la prestazione di un individuo con un criterio diverso dalla prestazione di altri individui. Ad esempio, un test scolastico in genere fornisce un punteggio in riferimento a un settore disciplinare; uno studente potrebbe ottenere l'80% di un test di geografia, cioè aver risposto correttamente all'80% degli item. Le interpretazioni dei punteggi con riferimento a criteri sono generalmente più applicabili ai test di rendimento piuttosto che ai test psicologici.
Spesso, i punteggi dei test possono essere interpretati in entrambi i modi; rispondere correttamente all'80% delle domande su un test di geografia potrebbe collocare uno studente all'84 ° percentile (ovvero, lo studente ha ottenuto risultati migliori dell'83% della classe e peggiore del 16% dei compagni di classe) il che potrebbe equivalere a un punteggio standard di 1,0 o anche 2.0.

## Sicurezza dei test
La maggior parte dei test psicologici non sono generalmente disponibili al pubblico, ma piuttosto hanno restrizioni sia da parte degli editori, sia dalle associazioni psicologiche, che impediscono la divulgazione dei test stessi e delle informazioni sull'interpretazione dei risultati. Gli editori di test considerano sia il copyright che le questioni di etica professionale come ragioni della protezione del segreto dei loro test e vendono i test solo a persone che hanno dimostrato le loro qualifiche educative e professionali. Gli acquirenti sono legalmente tenuti a non fornire al pubblico le risposte ai test o i test stessi, a meno che ciò non sia consentito dalle condizioni standard del produttore del test.
L'International Test Commission (ITC), un'associazione internazionale di società psicologiche nazionali ed editori di test, pubblica le linee guida internazionali per l'uso dei test, che prescrivono di "proteggere l'integrità" dei test non descrivendo pubblicamente le tecniche degli stessi e non "istruendo le persone" in modo che "possano influenzare ingiustamente le prestazioni dei test.". In Italia uno specifico articolo del codice deontologico degli psicologi vieta loro "l’insegnamento dell’uso di strumenti e tecniche conoscitive e di intervento riservati alla professione di psicologo a persone estranee alla professione stessa", ivi compresi i test psicologici.